# Fusulo
Il fusulo è un tubicino microscopico attraverso il quale i ragni secernono la seta proveniente dalla ghiandole sericigene situate nell'addome. Centinaia, a volte migliaia, di fusuli insieme compongono i singoli componenti delle filiere.
Alcuni ragni posseggono, oltre alle filiere, una placca composta interamente di fusuli di dimensioni piccolissime, circa 0,015 micrometri di diametro ciascuno, chiamata cribellum, di aspetto simile ad un pettine, che produce seta lanosa e molto più sottile ed aderente di quella di altri ragni che ne sono privi.
I fusuli sono completamente assenti nello stadio larvale del ragno, comparendo e acquisendo funzionalità nello stadio ninfale.